# Paul Berthelot
Paul Berthelot (26 de juliol de 1881, Auxerre (Borgonya, França) - 2 de novembre de 1910, Conceição do Araguaia (Pará, Brasil) va ser un anarquista i esperantista francès, també conegut com a Marcelo Verema. Va ser el fundador de la primera associació catalana esperantista.

## Biografia

### Joventut
Paul Berthelot era fill fora del casament del científic lliurepensador i polític republicà Paul Bert (1833-1886), qui va ser ministre d'educació a França. Va aprende esperanto d'adolescent, a l'institut de Reims. El 1900 va tenir com a professor de matemàtiques al també esperantista Carlo Bourlet, qui en destacava la intel·ligència, però també la fantasia del jove Paul Berthelot. En aquest període va entrar en contacte amb ambients anarquistes i va abandonar la religió catòlica. Poc després va començar a estudiar medicina a París. Simpatitzant del moviment antimilitarista, a la fi de 1901 va anar Suïssa per no haver de fer el servei militar. Allà va aprendre l'ofici de tipògraf.

### Esperantista i anarquista
El 1903 es va instal·lar a Ceret, a la Catalunya Nord. Les recomanacions d'amics esperantistes suïssos li van facilitar una feina com a tipògraf a la Impremta Vallespir. Allà es va apropar als ambients catalanistes i va desenvolupar també una intensa activitat pel que fa a la difusió de la llengua auxiliar internacional esperanto. Així, va publicar un diccionari pioner amb Théophile Cart i Marcel Merckens; i amb Charles Lambert un manual per escriure cartes comercials. A més, el 1904 va publicar diverses obres amb el pseudònim de Marcelo Verema. Aquell any va decidir fundar una associació catalana d'esperanto, amb la finalitat d'unir els esperantistes catalans d'una i altra banda dels Pirineus. Amb aquesta idea va viatjar al Principat per mantenir contactes amb els grups esperantistes de Barcelona i de Manresa, que van acceptar esdevenir delegats de la futura associació. El setembre de 1904 Émile Boirac va impartir una conferència a Ceret sobre la llengua internacional, mentre Paul Berthelot publicava l'article "Tra fremda lando" a la revista Lingvo Internacia, on comentava el seu viatge a Barcelona i anunciava la creació del Grup Esperantista de Catalunya. Finalment, la nova associació es va crear el novembre de 1904 amb el nom d'Aplec Esperantista de Catalunya (AEC) i amb seu a Ceret. Aquesta associació tenia delegats a Figueres, Girona, Barcelona, Manresa, Ceret, Perpinyà, Narbona i Bésiers. El gener de 1905 va sortir a Ceret el butlletí mensual de l'AEC, Espero de Katalunujo, la primera publicació esperantista catalana. El primer editorial d'aquesta revista, de tres pàgines, el va escriure Salvador Dalí. El 1905 Paul Berthelot va fundar també la revista Esperanto, on va publicar el seu primer esborrany de diccionari esperanto-esperanto, el primer unilingüe en aquesta llengua. A Ginebra, en el context del segon congrés internacional d'esperanto va organitzar la primera trobada d'esperantistes roigs-verds, és a dir anarquistes, comunistes i socialistes. El 1907 va cedir la redacció de la revista Esperanto a René de Saussure i a Hector Hodler, fundador de l'Associació Universal d'Esperanto. En l'actualitat, aquesta revista és l'òrgan de l'associació, referència del moviment esperantista internacional. Paul Berthelot també va ser un destacat membre del grup Paco-Libereco i un dels fundadors de Internacia Socia Revuo, la primera revista en esperanto sobre la lluita de clases. En aquests anys Paul Berthelot va ser deixeble de Ferrer i Guàrdia.

### Professor de llengües a Sud-amèrica
El 1907 va sortir de Marsella cap a Sud-amèrica, amb la intenció de fer difusió de l'esperantisme i de l'anarquisme. Va anar primer a Montevideo i després a Rio de Janeiro. Durant el Congrés Brasiler d'Esperanto d'aquell any va conèixer l'anarquista Neno Vasco, del grup Terra Livre. Amb el pseudònim de Marcelo Verema, Paul Berthelot va dirigir la publicació d'aquesta associació, A Terra Livre. A Rio de Janeiro va treballar com a professor de francès i d'esperanto a l'Acadèmia Berlitz. Posteriorment, va ser director de la seu d'aquesta acadèmia a Petròpolis, una zona residencial freqüentada per diplomàtics, fins que va ser acomiadat per fer propaganda antimilitarista. En aquesta època també va col·laborar amb A Voz do Trabalhador, l'òrgan de l'anarcosindicalista Confederació Obrera Brasilera. El 1909 va ser escollit membre del Lingva Komitato d'Esperanto.

### Indigenista i conversió al cristianisme
Després de l'etapa a l'Acadèmia Berlitz i davant la impossibilitat de tornar a Europa, es va interessar per les poblacions autòctones brasileres. Així, el desembre de 1909 arribava a Dumbá (Goiás, Brasil), a la fèrtil zona del riu Araguaia, entre Vila Boa i Leopoldina, amb tres companys. Amb ells va fundar la granja anarquista Colônia Agrícola Socialista nos sertões do Araguaia que, tanmateix, no va tenir massa èxit. El 1910 es va establir a Aruanã (Goiás, Brasil), on va aprendre algunes llengües autòctones. Allà va continuar el seu interès per les ciències (química, botànica, fisiologia, etc.) i va col·laborar en diverses publicacions de São Paulo. Gràcies al suport del senador Urbano Gouveia va treballar com a inspector de navegació fluvial per a la Companyia de Navegació d'Araguaia. Després, va passar un temps amb els indis d'Ilha do Bananal. Entre d'altres, allà va escriure la que seria la seva obra més coneguda, "L'Évangile de l'heure", que es publicaria el 1912 a París. Es tracta d'una paràbola sobre l'ensenyament de Jesucrist des del punt de vista llibertari. Així, fa una crida a seguir les passions, a no pagar els lloguers, a la solidaritat obrera, a la justícia equitativa, a la col·lectivització de les terres, a la desobediència vers l'Estat i les religions, etc. Després, va marxar cap a Belém do Para. Malalt de tuberculosi, va passar les darreres setmanes de la seva vida ensenyant esperanto als frares dominics d'un monestir de Conceição do Araguaia, mentre preparava un manual per aprendre aquesta llengua en llatí i que va quedar sense publicar.

## Obres
- Vocabulaire Français-Esperanto / Esperanto-Français, amb Théophile Cart i Marcel Merckens, Hachette, 1903, reed. Lacour, 1993 ISBN 2-86971-653-2.
- Komercaj Leteroj (amb Charles Lambert), 1903 (en esperanto)
- Provo de hemia nomigado en Esperanto, 1904 (en esperanto)
- Pri numerado esperanta, 1904 (en esperanto)
- Fonetiko litera, skizo pri kelkaj konsonantoj, 1904 (en esperanto)
- Os juizes, 1909. Obra de teatre (en portuguès)
- O grande dia, 1909. Obra de teatre (en portuguès)
- Impossivel felicidade, 1909. Obra de teatre (en portuguès)
- Entre sertanejos e indios do Norte, 1910. Tractat d'antropologia (en portuguès)
- L'Évangile de l'heure, Les Temps nouveaux 54, 1912 (en francès)
- Compendium grammaticae Esperanti, inédit (en llatí)